# Рикица Биргерсдоттир
Рикица Биргерсдоттир (швед. Rikissa Birgersdotter, род. ок. 1237 г. — ум. 1288 г.) — дочь Биргера Ярла, в замужестве — королева Норвегии, позднее княгиня Верле и Гюстров в Мекленбурге.
Рикица была старшей дочерью регента Швеции Биргера Ярла и его супруги Ингеборг Эриксдоттер. Являлась сестрой шведских королей Вальдемара Биргерссона и Магнуса I. Брак Рикицы с наследником норвежского престола Хаконом Хаконссоном должен был укрепить влияние шведского регента Биргера Ярла при норвежском дворе. Ещё до заключения этого брака Хокон был объявлен преемником королевского звания, и с 1240 года он становится соправителем отца. Рикица получила титул королевы и пользовалась влиянием при норвежском дворе, ещё более усилившимся после рождения сына, Сверре Хоконссона (1252—1261), получившего при рождении титул «юнкер Сверре» (вплоть до XIV столетия юнкер был титулом для сыновей владетельных князей). Сверре воспитывался в Бергене, и королевский двор в связи с этим длительное время там находился.
После смерти в 1257 году своего супруга, короля Хакона, Рикица утратила своё привилегированное положение в Норвегии, хотя у неё там во владении и остались значительные ресурсы. Королём и соправителем Хокона IV стал брат Хокона, Магнус, однако Рикица могла рассчитывать, что впоследствии трон унаследует её сын Сверре. В 1258 году Рикица возвращается к своему отцу в Швецию, но Сверре остался со своим дедом, королём Хаконом IV Старым в Бергене. Зимой 1260—1261 года он там и скончался. Рикица же позднее выходит замуж за мекленбургского князя Генриха I.